# Degerby, Ingå

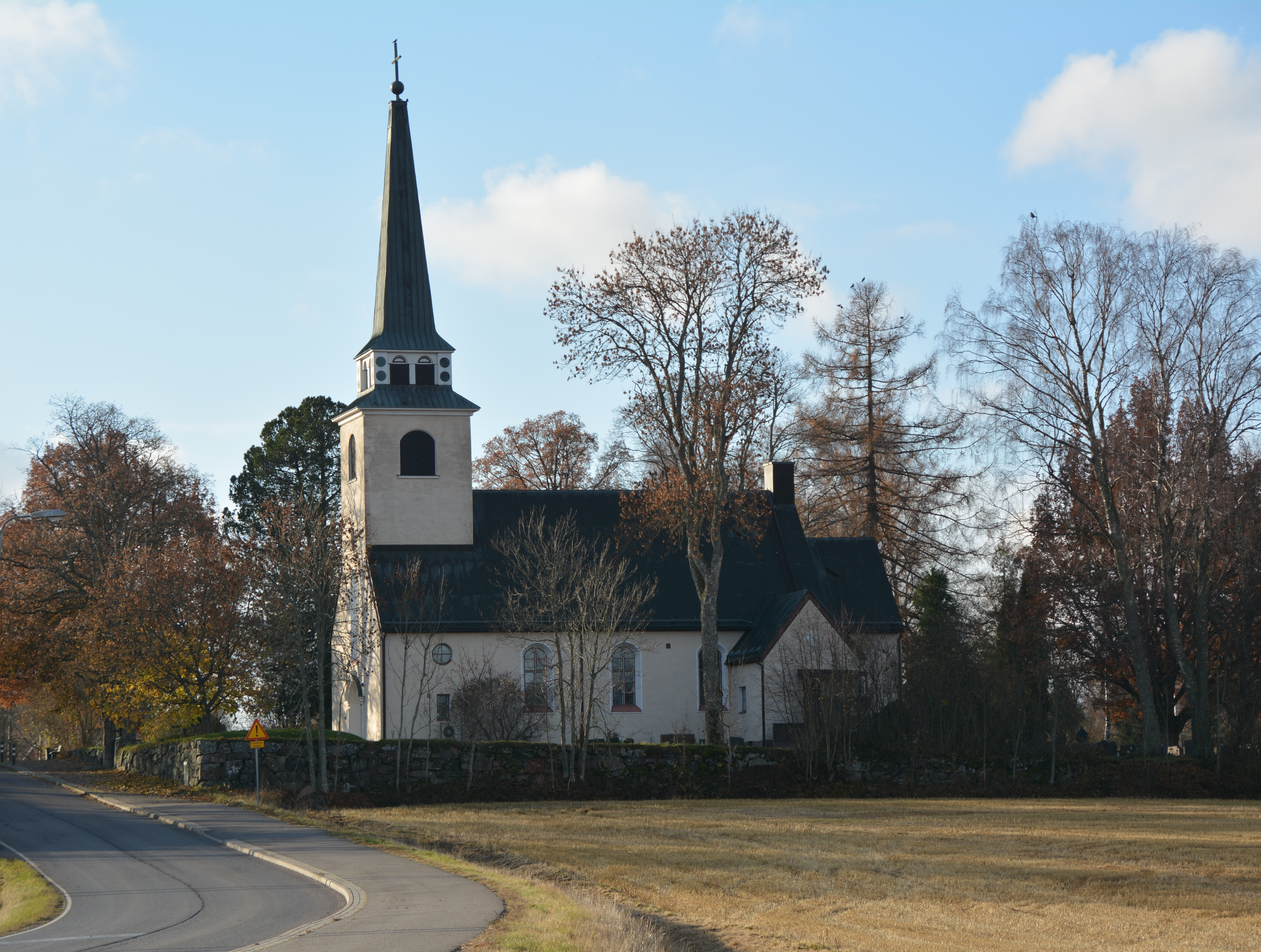
Degerby kyrka.

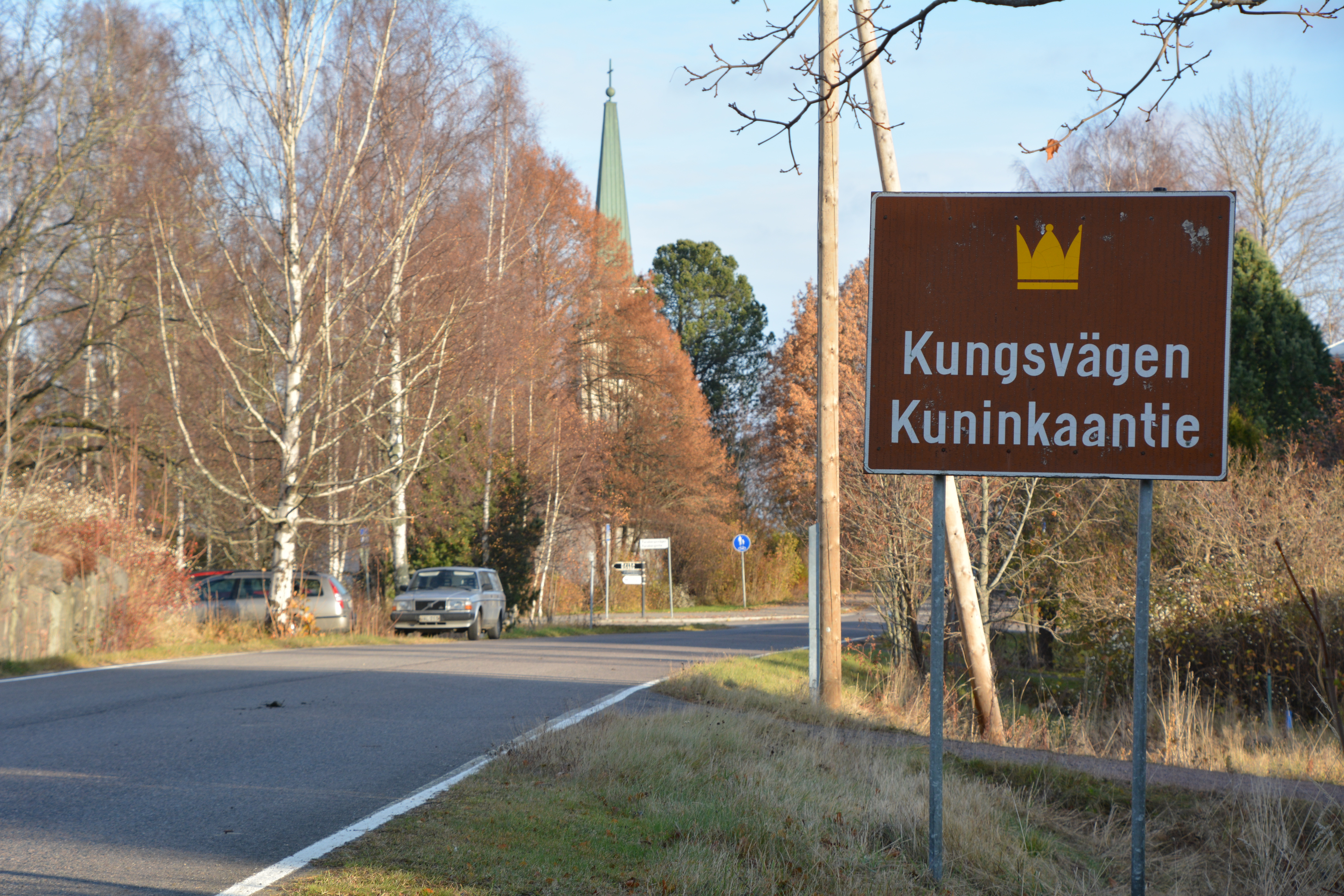
Kungsvägen i Degerby kyrkby.

Degerby är en före detta kommun i Nyland, Finland och en kyrkby i Ingå. Efter fortsättningskriget blev Degerby en del av den sovjetiska Porkalaområdet. Degerby kommun upphörde att existera från och med den 1 januari 1946 och återuppstod inte efter arrendetiden. Degerbys grannkommuner var Ingå och Sjundeå.
Tätare bosättning finns i Degerby kyrkby och Solberg. År 1943 hade Degerby 1 493 invånare och majoriteten av invånarna talade svenska som modersmål.
Degerby kyrkby tillhör Museiverkets byggda kulturmiljöer av riksintresse. Namnet Degerby kommer troligen av ordet diger, som betyder stor.

## Historia
Degeby har befolkats under medeltiden när Kungsvägen sträckte sig genom byn. På 1560-talet fanns det fyra hus i Degerby. Det finns bronsåldersgravar på berg runt byn.

### Som en självständig kommun
År 1867 bildades Degerby kommun när 24 byar så som Flyt, Västersolberg och Rådkila avskildes från Ingå. Degerby kapellförsamling hade bildats tre år tidigare.
Den första ordföranden för Degerby kommunalnämnd var storgodsägaren Gustaf Adolf Lindroth från Kocksby. Organisten Otto August Svanberg blev den första ordföranden för kommunalstämman.
Kommunens administrativa centrum var Degerby kyrkby. Järnvägsstationen fanns i Solberg och därifrån sköttes posten samt godstrafiken till och från kyrkbyn.

### Porkalaparentesen
Största delen av Degerby ingick i Porkalaområdet som åren 1944–1956 var utarrenderat till Sovjetunionen. I början av 1946 inlemmades de delar av Degerby som inte tillhörde Porkalaområdet i Ingå. Detta område hade en areal på 13,4 km². När Porkalaområdet returnerades till Finland år 1956 inlemmades också resten av Degerby (74,5 km²) i Ingå i början av 1957.
År 1944 evakuerades sammanlagt drygt 7 200 invånare från Porkalaområdet, av vilka 1 170 var från Degerby.

## Befolkning
| Degerbys befolkning år 1880–1940 | Degerbys befolkning år 1880–1940 |
| -------------------------------- | -------------------------------- |
| År                               | Invånarantal                     |
| 1880                             | 1 279                            |
| 1890                             | 1 442                            |
| 1900                             | 1 524                            |
| 1910                             | 1 581                            |
| 1920                             | 1 464                            |
| 1930                             | 1 431                            |
| 1940                             | 1 493                            |
| Källa: Statistikcentralen        |                                  |

## Degerby kyrkby
Degerby kyrkby var före detta Degerby kommuns administrativa centrum. Nuförtiden är Degerby en kyrkby i Ingå.
I kyrkbyn ligger Degerby kyrka, byggd 1931–1932 och ritad av Bertel Liljequist. Den nuvarande kyrkan ersatte en träkyrka från 1747–1748. Degerby var kapellförsamling under Ingå mellan 1863 och 1923, då den blev en självständig församling. Förutom kyrkan fanns det ett bibliotek, kommunens kansli, sockenstuga, sjuksköterska, barnavård, brandchef, posten som var grundad år 1891 och bykontoret Rosenberg i kyrkbyn.

## Geografi
Degerby ligger bland stora åkerfält omgivet av berg.

### Byar
Degerby kyrkby, Degerö, Flyt, Kopparnäs, Rådkila, Solberg, Strand, Västersolberg

## Trafik
Degerby är belägen vid Stamväg 51. 

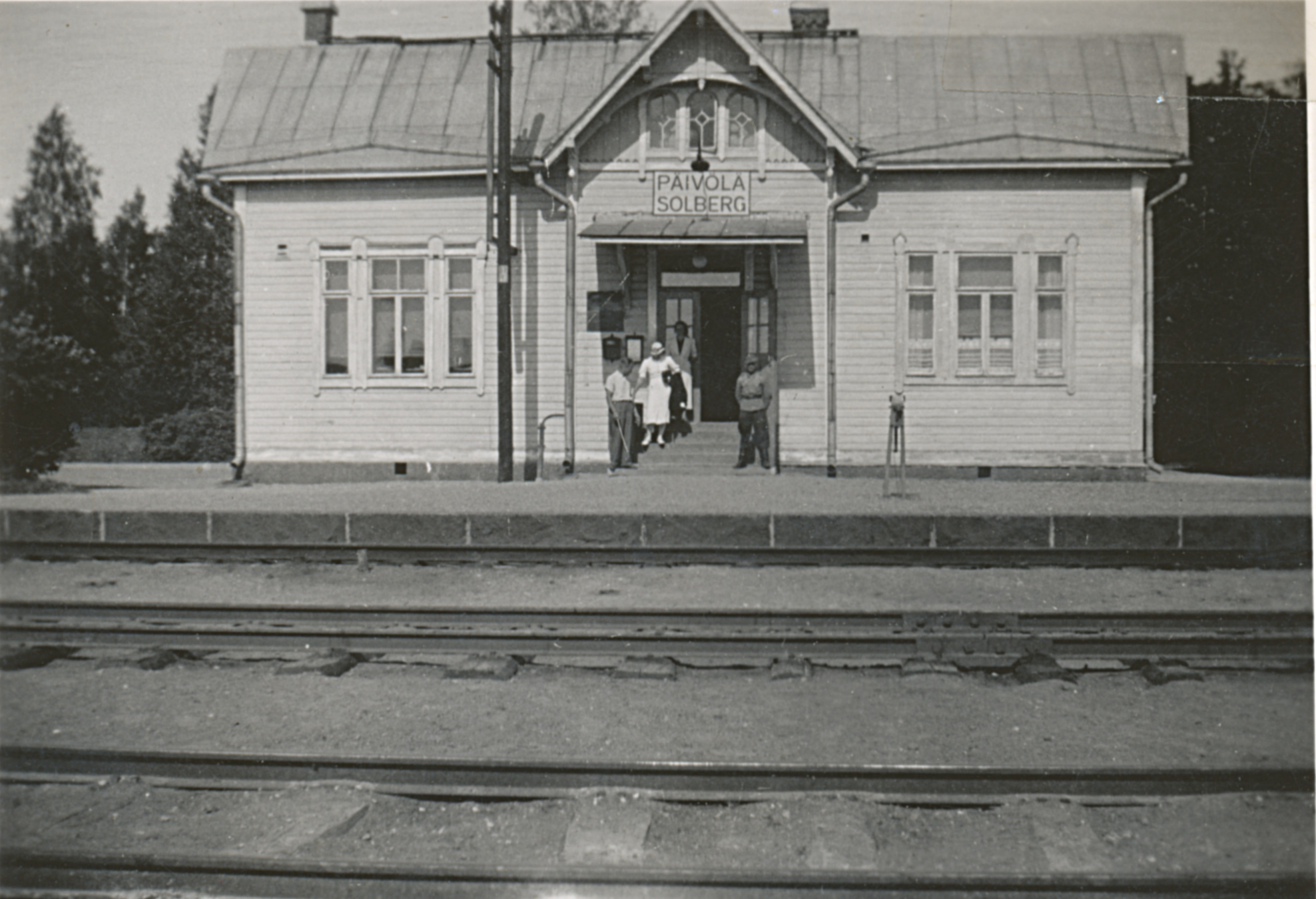
Solberg station 1943

Solberg järnvägsstation i Degerby öppnades 1903. Den fick 1928 det finska namnet Päivölä. Stationen klassades 1968 som obemannad hållplats. En ersättande hållplats vid en ny bansträckning togs i användning 1982 och stängdes 1991. Stationsbyggnaden fungerade som post till 1991. Stationsbyggnaden är idag i privat ägo.
Strax söder om kyrkbyn ligger Torbacka flygfält, avsett för ultralätta flygplan och eldrivna modellflyg.

## Sevärdheter
Sevärdheter i Degerby:
- Degerby kyrka
- Degerby Igor-museet som berättar om Porkalaparentesen samt Degerbys historia
- Grefvas sovjetiska bunker
- Gutsåker begravningsplats
- Torbacka flygfält
- Kopparnäs friluftsområde
- Keldjursparken Lomamäen lemmikkipuisto